# Yang Aihua
Yang Aihua (República Popular China, 1977) es una nadadora china retirada especializada en pruebas de estilo libre media distancia, donde consiguió ser campeona mundial en 1994 en los 400 metros estilo libre.

## Carrera deportiva
En el Campeonato Mundial de Natación de 1994 celebrado en Roma (Italia), ganó la medalla de oro en los 400 metros estilo libre, con un tiempo de 4:09.64 segundos, por delante de la estadounidense Cristina Teuscher  (plata con 4:10.21 segundos) y la costarricense Claudia Poll  (bronce con 4:10.61 segundos).